# Belotelson
Il belotelson (gen. Belotelson) è un crostaceo estinto, appartenente agli eocaridi. Visse nel Carbonifero inferiore e medio (330-320 milioni di anni fa) e i suoi resti sono stati ritrovati in Europa e in Nordamerica.

## Descrizione
Delle dimensioni di un gambero (lunghezza circa 5 centimetri), questo animale possedeva un carapace leggermente allungato. Erano presenti antennule (peduncoli segmentati che portavano due corti flagelli) e vere antenne, con un solo lungo flagello. Gli occhi peduncolati erano di piccole dimensioni. Sotto il carapace erano presenti 16 zampe toraciche ben sviluppate (negli attuali crostacei decapodi sono 10). L'addome era piuttosto largo, e lungo quanto il carapace. Le appendici addominali erano biramate e a forma di paletta. La coda (telson) era triangolare, appuntita e stretta (da qui il nome Belotelson, che significa “coda a spada”). Ai lati del telson erano presenti altre strutture (uropodi) che si allargavano a ventaglio.

## Classificazione
Il belotelson è un rappresentante degli eocaridi, un gruppo di crostacei molto simili agli attuali decapodi (gamberi, aragoste), ma più primitivi. Il belotelson è stato rinvenuto nelle Coal Measures inglesi e in numerosi giacimenti nordamericani, tra cui quello di Mazon Creek (Illinois). La specie più nota è Belotelson magister.

## Stile di vita
Le caratteristiche morfologiche di questo animale hanno portato gli studiosi a pensare che Belotelson fosse un animale bentonico, che viveva sul fondale e si muoveva per mezzo delle appendici toraciche.